# Breiter Groschen
Breiter Groschen (lat. grossus latus) ist die Bezeichnung für den ersten meißnischen Groschen, den Friedrich II. der Ernsthafte (1323–1349) in den Jahren 1338 bis 1349 in der Markgrafschaft Meißen nach dem Vorbild des Prager Groschens prägen ließ. Mit der Einführung der Groschenmünze wurde die Brakteatenzeit beendet und die spätmittelalterliche Groschenperiode eröffnet. Mit den neuen Groschen begann die gesamte münzgeschichtliche Epoche der Groschenzeit bis zur Aufnahme der sächsischen Großsilbermünzung.
Die Namen Meißner Groschen oder Freiberger Groschen erschienen erst in den fünfziger bis sechziger Jahren des 14. Jahrhunderts. Die neuen Groschen Friedrichs liefen als Breite Groschen um.

## Münzgeschichte

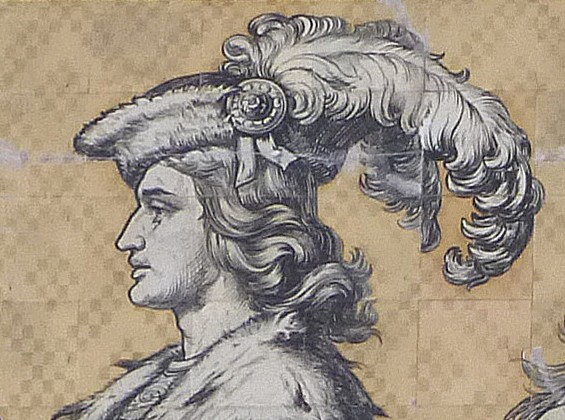
Friedrich II. ließ 1338 die ersten Groschen, Breite Groschen genannt, prägen. (Detail aus dem Fürstenzug)

Friedrich II. übernahm nach der Beendigung der Vormundschaft seiner Mutter Elisabeth von Lobdeburg-Arnshaugk im Jahr 1329 die Regierungsgeschäfte. Er war mit Mechthild, Tochter des Kaisers Ludwig des Bayern, verheiratet.
Für seine in der Mark Brandenburg geleisteten Dienste erhielt Friedrich 1337 von seinem kaiserlichen Schwiegervater die beachtlichen Geldsummen von 10.000 und danach noch 38.000 Goldgulden, umgerechnet etwa 600.000 Prager Groschen, verschrieben. Wahrscheinlich hatte dieser erhebliche Geldzuwachs den Markgrafen auf den Gedanken gebracht, eine eigene Groschenmünze prägen zu lassen.

### Einführung der Groschen
Die Vorbedingungen der großen Währungsreform für eine selbstständige Groschenmünzung und die Einstellung der Brakteatenprägung in der Münzstätte Freiberg wurden wahrscheinlich bereits in der zweiten Hälfte des Jahres 1338 geschaffen. Die Berater und Organisatoren für die Währungsumstellung waren italienische Finanzleute.
Die ersten Groschen, Breite Groschen genannt, wurden in einem feinen gotischen Stil ausgeprägt. Das Lilienkreuz auf der Vorderseite blieb nahezu in der gleichen Ausführung bis zum Jahr 1465 bestehen. Aus der Prager Münzmark = 253,14 g Feinsilber, 14 2⁄9 lötig (= 888/1000 fein), entstanden 66 2⁄3 Stück im Gewicht von 3,797 g bei einem Feingewicht von 3,375 g.
Der hohe Silbergehalt der neuen Groschen wird darauf zurückzuführen sein, dass der Markgraf wegen der vielen in seinem Land umlaufenden Prager Groschen seinen eigenen Groschen eine gute Startposition geben wollte. Die Breiten Groschen wurden zu 6 Pfennigen verrechnet, die noch Brakteaten der Brakteatenzeit waren.
Im Vergleich zu Blechmünzen, den Brakteaten, schlug man eine dicke Münze. Aus dem lateinischen Wort „grossus“, das etwa „dick“ bedeutet, schuf der Volksmund das Wort „Groschen“.
Die noch umlaufenden alten Prager Groschen wurden als Beiwährung für den allgemeinen Zahlungsverkehr weiterhin verwendet. Sie wurden als Silberpagament (Altsilber) angesehen und pauschal um 20 % herabgesetzt. In Folge ihrer langen Umlaufzeit waren sie stark abgenutzt und zum größten Teil an ihren Rändern beschnitten. Die abgewerteten alten böhmischen Groschen nannte man im Unterschied zu den vollwertigen Breiten Groschen Kleine Groschen (grossi parvi), Schmale Groschen (grossi usuales oder grossi precisi).

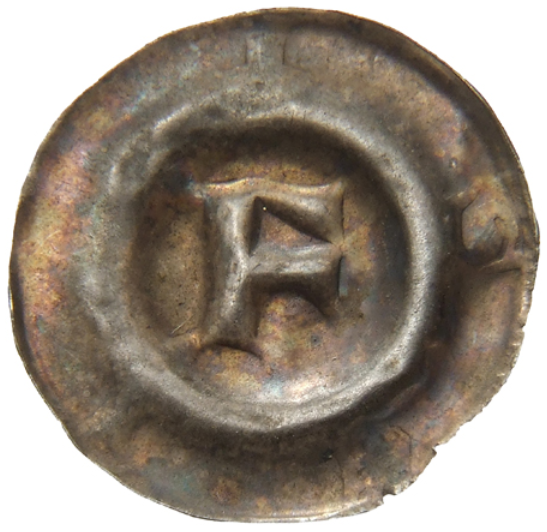
Hohlpfennig zu 9 Stück auf den Breiten Groschen Friedrichs II.

Neben Groschen wurden für den allgemeinen Zahlungsverkehr auch Hohlheller und Hohlpfennige geprägt. Sie wurden nur kurzfristig in kleinen Mengen ausgegeben, da die alten „breiten Brakteaten“ noch als vollgültiges Zahlungsmittel zugelassen waren. Die Münzstätten der neuen Pfennige befanden sich in Freiberg, Eisenach und Gotha. Sie wurden zu 9 Stück auf den Breiten oder auf den neuen Prager Groschen gerechnet. Die Eisenacher Pfennige haben im Hohlring ein großes F für Friedrich II. den Ernsthaften. Die Gothaer zeigen ein großes E für Elisabeth von Arnshaugk, Tochter des Grafen Otto von Lobdeburg-Arnshaugk, Witwe des Markgrafen Friedrich I. des Freidigen und Mutter Friedrichs II.
Der neue Hohlheller (sogenannter Parvus) wurde ab 1339 in Freiberg geprägt. Er wurde im Wert von 1⁄12 Breiten Groschen gemünzt.

### Groschenname
Oft werden die ersten meißnischen Groschen Friedrichs II. fälschlich als Meißner Groschen bezeichnet. Nachgewiesen ist:

„Etwa gegen Ende 1338 erscheinen sie [die ersten meißnischen Groschen] mit samt den neuen Prager Groschen in den Urkunden unter dem Namen Breite Groschen (grossi lati). […] Erst 1359 tritt der Name grossi lati Mysnenses [Breite Meißner Groschen] auf und 1360 Gute Misener grossin [Gute Meißner Groschen], während die Bezeichnung grossi Freybergensis monete [Groschen Freiberger Geldes] schließlich 1361 auftritt.“

Der Name Meißner Groschen wird erst unter Friedrich III. dem Strengen (1349–1389) zum Münznamen.
Die Münzprägung setzte Markgraf Friedrich III. zunächst im Sinn seines Vaters Friedrich II. fort, allerdings bei abgeänderter C – R – V – X-Verteilung um das Lilienkreuz. Dem Volk sollte die Änderung verborgen bleiben. Diese Änderung und auch die Verwendung von Beizeichen waren für staatliche Geldwechsler und für die Münzbeamten bestimmt.

## Münzbeschreibung
(siehe Abbildung oben)
Mark- und Landgraf Friedrich II. der Ernsthafte war Münzherr der Breiten Groschen, die in der Münzstätte Freiberg ohne Jahreszahl geprägt wurden. Der Münzmeister ist unbekannt.

### Vorderseite
Das Lilienkreuz befindet sich im Vierpass, in den Winkeln die Buchstaben C–R–V–X (CRVX = Kreuz). Unter dem X und im Mittelpunkt des Lilienkreuzes ist je ein Beizeichen kleines Kreuz aufgeprägt.
- Umschrift: • + • FRID(ericus) • D(e)I • GRA(tia) • TVRING(giae) • LAN(d)GRAV(ius) [AN ligiert]
  - Übersetzung: Friedrich von Gottes Gnaden, Landgraf von Thüringen.

### Rückseite
Die Rückseite zeigt den nach links steigenden Meißner Löwen und das Münzzeichen fünfblättrige Rose.
- Umschrift: + GROSSVS • MARCH(ionatus) • MYSNENSIS
  - Übersetzung: Groschen der Mark Meißen.

Anmerkung: Der Katalog von Gerhard Krug aus dem Jahr 1974, Die meißnisch-sächsischen Groschen 1338–1500, ist das bislang (Stand 2023) einzige Gesamtwerk der Groschenzeit und wird als Zitierwerk verwendet.